# Myrmecoboides
Myrmecoboides és un gènere extint de petits mamífers prehistòrics que forma part de la família Leptictidae i que fou descrit per Gidley el 1915. Eren animals petits de la mida d'un ratolí i representen un llinatge de Leptictidae amb una relació més llunyana amb els altres gèneres que componen la família.